# Collège Saint-Louis (Liège)
 (août 2021).
Si vous disposez d'ouvrages ou d'articles de référence ou si vous connaissez des sites web de qualité traitant du thème abordé ici, merci de compléter l'article en donnant les références utiles à sa vérifiabilité et en les liant à la section « Notes et références ».
Pour les articles homonymes, voir Saint-Louis et Collège Saint-Louis.
Le Collège Saint-Louis est une école secondaire de l’enseignement libre de la Communauté française de Belgique. Elle est située dans le quartier de Longdoz à Liège en Belgique, sur la rive droite de la Dérivation de la Meuse. Les élèves peuvent y suivre des cours de l’enseignement général ou technique de transition.

## Historique du Collège Saint-Louis Longdoz
La fin du XIXe siècle marque un fort développement économique de la rive droite de la Meuse, essentiellement industrielle, et la population y augmente considérablement.
En 1892, les pères jésuites du collège Saint-Servais, situé sur la rive gauche, décident de racheter une ancienne usine à gaz dans le quartier de Longdoz pour y implanter un nouveau collège. Ils lui adjoignent une aile supplémentaire servant de résidence aux Pères. Les premiers cours sont dispensés à une centaine d’élèves initialement inscrits au Collège Saint-Servais. En 1894, une église de style néogothique est érigée ; celle-ci est actuellement paroissiale (Saint-Louis). Le nom Saint-Louis est choisi à l’occasion du tricentenaire de la mort du jeune saint Louis de Gonzague. À cette époque, deux sections d’études existent : Latines et Professionnelle (industrielle).
Une nouvelle section est créée en 1904 (c'est vieux): la section industrielle. Le succès est tel que les Jésuites aménagent rapidement de nouveaux locaux sur le quai du Condroz : ils deviendront l’actuel Institut Gramme.

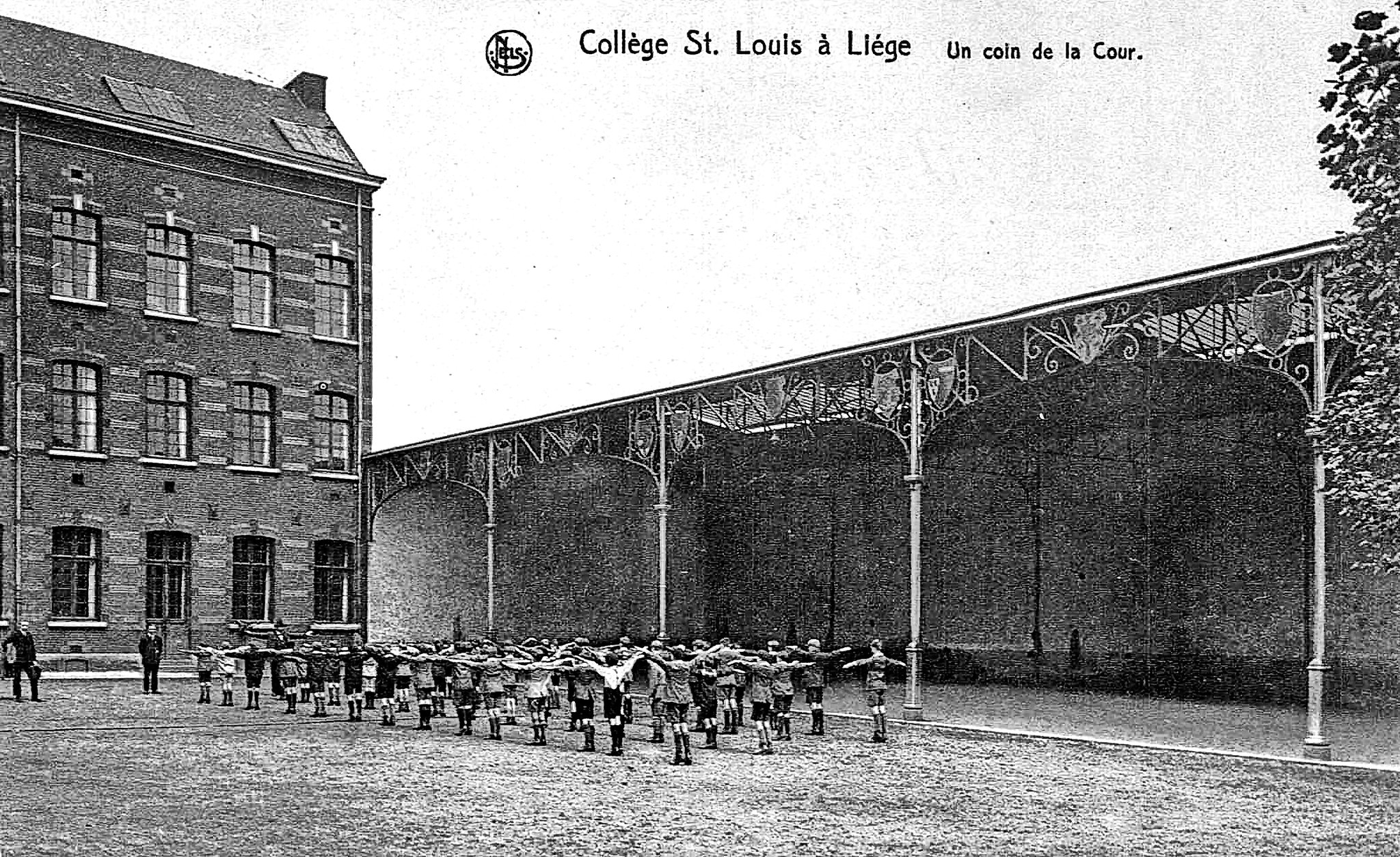
La cour du collège au début du 20^{e} siècle.

En 1929, en raison de l'augmentation du nombre d’étudiants, le collège s’agrandit : des travaux sont entrepris et on érige une tour unifiant les bâtiments de l’ancienne usine. Une salle de conférence avec une scène est également aménagée (actuelle salle de spectacles).
En 1949, les Jésuites quittent le collège pour une mission à l’étranger. La direction de l'établissement est confiée au diocèse de Liège. Le collège devient ainsi 'épiscopal'.
Au fil du temps, les sections se diversifient et la population scolaire augmente, ce qui amène le collège à poursuivre son agrandissement ; en 1962, un nouveau bâtiment est édifié. En 1972, pour la première fois dans l’histoire du collège, un professeur laïc, Étienne Florkin, est nommé directeur. Il est à l’origine d’un nouvel essor : la mixité est introduite sous sa direction en 1973 (la première mixité de la ville de Liège) ; la création d’un complexe sportif en 1979 ou encore l’introduction de l’enseignement rénové. Lui succèdent, dix-sept ans après sa nomination, Jacques Lacroix (1942-2011) qui quitta ses fonctions en 2001, Francis Schoebrechts jusque fin décembre 2008, Bernard Renson entre le 1er janvier 2009 et le 31 décembre 2017; le Collège est à présent dirigé par deux directrices, Yolande Havet au DOA, et Anne-Françoise Foccroulle au Centre Scolaire.
En 1981, le collège reprend l’Institut Notre-Dame du Rosaire de Bressoux.
À la fin des années 1980, du fait d'un nombre croissant d'élèves (qui avoisine les 1500 au début des années 1990 pour se stabiliser à environ 1100 aujourd'hui), un nouveau complexe de bâtiments est construit, avec accès à la rue A. Magis.

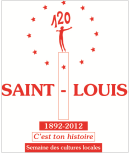
Logo du de la fondation du Collège.

En 1996, un réfectoire (qui sert aussi de salle d’étude) est bâti, jouxtant la résidence des religieuses. La même année est marquée par la reprise de l’Institut Louise de Marillac (qui fusionnera avec l’Institut Notre-Dame du Rosaire, devenu entretemps DOA Saint-Remacle, puis Saint-Louis, début des années 2000, et l’ensemble est rebaptisé Saint-Louis Amercœur).
Un « rythme différencié » est lancé en 2004 pour les deux premières années. Il s’agit d’une première en Communauté française. En partenariat avec différents organismes artistiques ou sportifs du quartier, les élèves peuvent mêler études et activités postscolaires de manière harmonieusement répartie sur la semaine, le tout encadré par des professionnels.
Les quelques religieuses – croates – qui faisaient partie intégrante de la vie du collège, ont quitté la Belgique à la fin de l’année scolaire 2006-2007 pour retourner définitivement dans leur pays d’origine. Juste avant elles, une première communauté de religieuses allemandes était déjà présente, et ce, dès 1949.
Depuis la rentrée scolaire 2008-2009, l’immersion anglaise est proposée dès la première année.
En 2012, le Collège a fêté son 120e anniversaire lors de deux années scolaires mémorables : voir http://www.collegesaintlouis.be/document.php?documentID=6&sousdocumentID=37&recherche=120
L'implantation Saint-Louis Amercoeur doit fermer ses portes le 30 juin 2017, faute d'élèves.

### Recteurs et directeurs
- 1892-1903 : R.P. Pierre Rochet
- 1903-1910 : R.P. Adolphe Renard
- 1910-1911 : R.P. François de Cleyn
- 1911-1918 : R.P. Charles Lambo
- 1918-1921 : R.P. Charles Dallemagne
- 1921-1922 : R.P. Émile Dutry
- 1922-1926 : R.P. Adolphe Renard
- 1926-1931 : R.P. Alphonse Chassot
- 1931-1936 : R.P. Joseph Bourseaux
- 1936-1945 : R.P. Robert Périlleux
- 1945-1949 : R.P. Maurice van Vlasselaer
- 1949-1964 : Chanoine Jules Jowat
- 1964-1972 : Abbé Gaspard Daemen
- 1972-1989 : M. Étienne Florkin
- 1989-2001 : M. Jacques Lacroix
- 2001-2008 : M. Francis Schoebrechts
- 2009-2017 : M. Bernard Renson
- Depuis 2018 : Mme. Anne-Françoise Foccroulle

## Options dispensées
2e degré :
- Sciences sociales et éducatives
- Arts d’expression 4 h
- Latin 4 h
- Sciences économiques 4 h
- Sciences 3 h ou 5 h
- Langues Modernes 2 h ou 4 h (anglais, allemand et néerlandais)

3e degré :
- Sciences sociales et éducatives
- Français 4 h ou 6 h
- Arts d’expression 4 h
- Latin 4 h
- Histoire 2 h ou 4 h
- Sciences économiques 4 h
- Mathématique 8 h, 6 h ou 4 h
- Sciences 3 h ou 7 h
- Langues Modernes 4 h ou 2 h (anglais, allemand, néerlandais et espagnol)

Avec un maximum de 35 h semaine et minimum 29 h semaine

## Échanges culturels et/ou linguistiques
- Helmoltz Gymnasium – Hilden (Allemagne)
- Lycée catholique des familles – Katowice (Pologne)

Le collège entretient aussi différents projets de type humanitaire en Afrique ou en Asie : le village de Kelle au Sénégal, puis entre 2007 et 2014 un autre village sénégalais, Potou. En 2014, les Rhétos sont partis au Népal quelques jours avant le tremblement de terre qui a provoqué tant de victimes et de dégâts.

## Anciens élèves
- Georges Simenon (1903-1989), romancier.
- Guillaume-Marie van Zuylen (1910-2004), évêque de Liège.
- Patrick Corillon, né en 1959, artiste.
- Olivier Saive, né en 1963, dessinateur de bande dessinée.
- Jean-michel Balthazar, né en 1967 , comédien .
- Bruno Gazzotti, né en 1970, dessinateur de Soda.
- David Libens, né en 1971, dessinateur de bande dessinée.
- Marie Gillain, née en 1975, actrice.
- Stéphane Hazée, né en 1975, député wallon.
- Christophe Brandt, né en 1977, coureur cycliste professionnel.
- Fabrizio Facchini, né en 1978, chef (SlowFood, Michelin, autres guides).
- Déborah François, née en 1987, actrice.